# 아이소포스

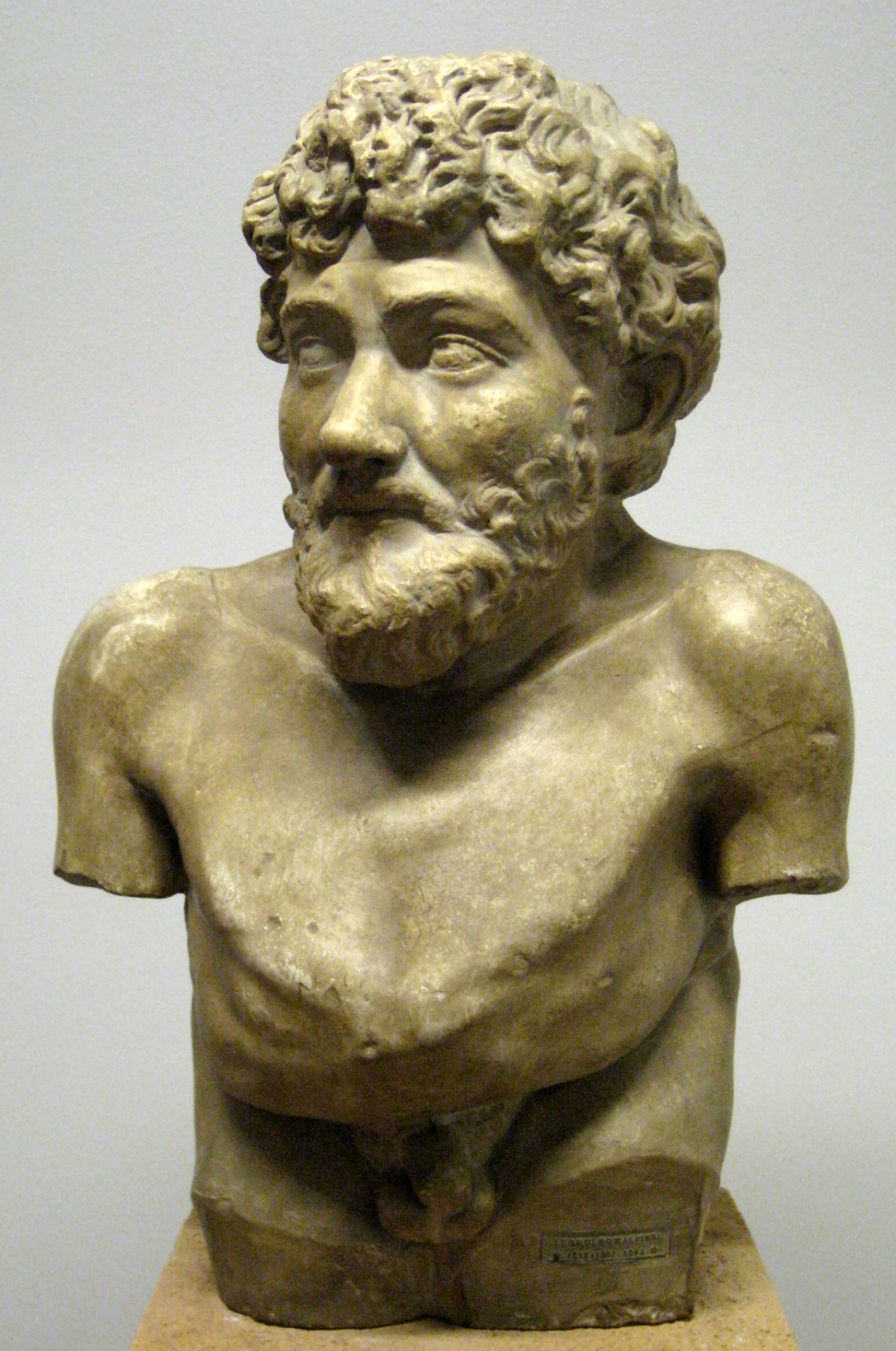
헬레니즘 미술 시대에 제작된 아이소포스 흉상

아이소포스(고대 그리스어: Αἴσωπος, 현대 그리스어: Αίσωπος 에소포스) 혹은 이솝(Aesop, 문화어: 이소프, 기원전 620년경 ~ 기원전 564년)은 기원전 약 6세기에 살았던 고대 그리스 사람으로 알려져 있으나, 실존 여부는 확실하지 않다. 그의 이름을 빌려서 고대로부터 내려온 여러 구전 우화를 모아 놓은 《이솝 우화》는 세계적으로 잘 알려져 있다. 이 우화는 고대 그리스에서 큰 인기를 끌었다. 플라톤의 《파이돈》에 따르면, 소크라테스는 감옥에서 이솝 우화를 읽고 시를 지으며 시간을 보냈다는 일화가 전할 정도이다.

## 생애

Aesopus moralisatus, 1485

### 출신 지역
아이소포스의 생애에 대해서는 잘 알려져 있지 않다. 전승에 의하면, 아이소포스는 사모스 섬에 사는 이아드몬이라는 그리스인의 흑인 장애인 노예였다고 한다. 나중에 그가 사모스의 어느 민중 선동가의 변호를 맡은 데서 볼 때, 그가 노예 신분에서 풀려났다고 짐작할 수 있다(아리스토텔레스의 《수사학》 ii. 20). 그의 출신지로는 트라키아, 프리기아, 에티오피아, 사모스 섬, 아테네, 사르디스 등이 거론된다. 고대 로마의 학자 막시무스 플라누데스는 ‘아이소포스’라는 이름이 ‘에티오피아인’을 뜻하는 고대 그리스어 단어에서 왔다고 말한다. 이로 미루어볼 때, 그가 아프리카인이었다고 추측하기도 한다. 《이솝 우화》에는 ‘에티오피아인 씻기기’라는 이야기가 실려 있어, 이러한 추측을 강화한다. 이 이야기에서 에티오피아인 노예를 데려온 주인은 “살결이 까만 것은 전 주인이 무관심했기 때문”이라고 생각하고, 뜨거운 물로 노예를 씻기기 시작한다. 노예는 하얘지지 않았고, 감기에 걸려 거의 죽을 지경에 이른다. 아울러 우화 속에 낙타, 코끼리 같은 이국적 동물이 등장한다는 점도 이러한 학설을 뒷받침한다. 그러나 역사적으로 정확한 사실은 아니다.

### 연설
여기저기 흩어져 있는 기록에 따르면, 그는 후에 크로이소스의 왕궁에서 살다가 솔론을 만났고 코린토스에서는 페리안드로스를 비롯한 그리스의 7현과 식사를 같이했다. 페이시스트라토스가 통치할 때 아테네를 방문했다고 하는데, 이때 그는 임금을 원한 개구리 이야기를 통해 시민들이 페이시스트라토스를 몰아내려는 계획을 세우지 말 것을 권했다고 전한다. 하지만 이와 상반되게 아이소포스가 민중들을 대변해 우화로 독재에 대항하다가 페이시스트라토스를 노하게 했다는 내용도 전해진다.

### 죽음
역사가 헤로도토스는 아이소포스가 도둑질한 혐의로 델포이인들 손에 살해되었다고 전했다.  후세 작가들은 아이소포스가 왜 이렇게 횡사했는지 여러 가지로 추측했는데 그의 모욕적 풍자 때문이라고도 하고, 크로이소스가 델포이에 배달하라며 맡긴 돈을 횡령해, 또는 은잔에 대해 신성 모독을 해서 그랬다고도 했다. 그 후 퍼진 전염병이 아이소포스를 살해한 벌이라고 하자, 델포이인들은 대가로 보상금을 지급할 용의를 밝혔다. 아이소포스 대신 보상금을 받을 만한 가까운 친척이나 친지가 없어 전 주인의 손자인 이아드몬이 보상금을 받았다. 

### 실존 여부
아이소포스의 생애에 관한 여러 전설들은 이렇게 불확실하고 단편적인 내용이 많아 몇몇 우화의 내용들을 근거로 하여 후세에 지어낸 것으로 많은 학자들이 추측한다. 일부 학자들은 그가 실존 인물이 아니었다고 주장하기까지 한다.

## 같이 보기
- 페리 인덱스

1. 1 2 3  올리버 티얼 (2017). 《비밀의 도서관》. 생각정거장.